# Свети Георги (Одрин)
Вижте пояснителната страница за други значения на Свети Георги.
„Свети Георги“ (на турски: Georgi Kilisesi; на гръцки: Ἱερός Ναός Ἁγίου Μεγαλομάρτυρος Γεωργίου) е българска православна църква, разположена в североизточната част на град Одрин, в старата българска махала. Църквата е подчинена на Одринската епархия на Вселенската патриаршия. Заедно с другата българска църква „Св. св. Константин и Елена“ са единствените две действащи църкви в епархията.

## Местоположение
Храмът е в махалата Барутлук на квартала Кайък, която в миналото е била българска.

## История
Основите на храма са положени на 23 април 1880 година и е изграден още същата година. Построен е със съдействието на тогавашния валия на Одрин Рауф паша и с разрешението на султан Абдул Хамид II. Реуф паша, който е близък приятел на управляващия екзархийската Одринска епархия епископ Синесий Стовийски, дава спорната още от руската окупация църква „Света Троица“ на гръцката община, но същевременно отпуска 400 лири за построяване на българска църква.
След изселването на българското население от Източна Тракия, Българската екзархия продължава да поддържа епархията си в Одрин и до 1940 година църквата има български свещеник. След това богослуженията са извършвани от български свещеници от Цариград. В края на XX век църквата е поддържана доброволно от одринския българин Филип Чъкърък. Синът му Александър Чъкърък завършва Духовната семинария и Духовната академия в София, след което в 2001 година е ръкоположен за свещеник от митрополит Галактион Старозагорски и в началото на 2003 година патриарх Вартоломей I Константинополски му разрешава да служи в Одрин.
През 2001 година в България е изготвен проект за реставрацията на църквата. След получаване на официално разрешение, на 12 септември 2003 година е сключен договор за реставрация с местния архитект Али Ерол. Ремонтът започва на 1 октомври 2003 година и приключва на 30 април 2004 година като са реставрирани иконостасът, амвонът, владишкият трон и част от иконите. Обновеният храм е открит тържествено на 9 май 2004 година в присъствието на множество и турски официални лица и министър-председателя на България Симеон Сакскобургготски.

## Описание
Църквата е голяма трикорабна базилика с висок, облицован с дърво таван. Изградена е на площ от 320 m² в стил, характерен за късното Българско възраждане.
На втория етаж на напълно възстановената църква е устроена малка етнографска сбирка.